# Fortune Brands
Fortune Brands war ein 1969 als American Brands gegründetes Unternehmen aus den Vereinigten Staaten, das 2011 aufgelöst wurde. Das Unternehmen war im S&P 500 gelistet. Der Hauptsitz des Unternehmens befand sich in Deerfield, Illinois. Fortune Brands beschäftigte im Jahr 2009 rund 24.000 Mitarbeiter. 2014 wurde der Verkauf von Fortune Brands für 16 Milliarden US-Dollar abgeschlossen und von Beam Suntory übernommen.

## Geschichte
Das Unternehmen wurde 1969 unter dem Namen American Brands gegründet. Ein Tochterunternehmen war die American Tobacco Company, dessen Anfänge bis 1890 zurückreichen. Die 1976 gekaufte Acushnet Company wurde zur Golfabteilung von American Brands. Acushnet Company produzierte Golfbälle, Schuhe und Schläger unter den Marken Pinnacle Golf, Titleist, FootJoy und Cobra Golf. Die Acushnet Rubber Division, die das ursprüngliche Geschäft von Acushnet war, wurde 1985 verkauft. Cobra Golf wurde im März 2010 an die Puma AG verkauft, und die anderen Golfmarken wurden 2011 an Fila verkauft.
1979 hat American Brands die Franklin Life Insurance erworben. Die Firma wurde 1994 an American General verkauft. 1987 erwarb das Unternehmen ACCO, ein Holdingunternehmen mit verschiedenen Unternehmensbereichen, insbesondere der Swingline. 1997 wurde American Brands in Fortune Brands umbenannt.
2005 veräußerte Fortune Brands den Unternehmensbereich ACCO, das mit dem Unternehmen General Binding Corporation zum neuen Unternehmen ACCO Brands fusionierte und sich inzwischen wieder ACCO nennt. Ende 2007 wurde die Wein-Abteilung für 885 Millionen US-Dollar an Constellation Brands verkauft.

## Unternehmensbereiche

### Home und Hardware
Die Home- und Hardware-Abteilung erzielte einen Jahresumsatz von über 4 Milliarden US-Dollar durch Waterloo Industries, Moen faucets, Fypon, Therma-Tru doors, Simonton windows, Master Lock, American Lock und Vista Window Company. Viele dieser Operationen gingen an Fortune Brands Home & Security über, als das Unternehmen 2011 aufgeteilt wurde.

### Weine und Spirituosen
Fortune Brands war im Besitz bekannter Spirituosenmarken, angeführt von Jim Beam, die es 1968 gekauft hatte.
Im Juli 2005 erwarben Fortune Brands und das französische Spirituosenunternehmen Pernod Ricard über 25 weitere Spirituosen- und Weinmarken von der britischen Holdinggesellschaft Allied Domecq. Im November 2007 kündigte Constellation Brands einen Kauf des Weinbetriebs von Fortune Brands für 885 Millionen US-Dollar an, eine Transaktion, die 1.500 Hektar (6,1 km²) Weinberge, mehrere große Marken wie Clos du Bois und 2,6 Millionen Flaschen der „Super-Premium“-Klasse-Weinproduktion pro Jahr hinzufügte.
Nachdem die anderen Produktlinien verkauft und abgespalten wurden, wurde das verbleibende Spirituosengeschäft zu Beam Inc.